# 江頭敏明
江頭 敏明（えがしら としあき、1948年11月30日 - ）は、日本の実業家。元三井住友海上火災保険会長・社長、MS&ADインシュアランスグループホールディングス代表取締役。長崎県長崎市出身。

## 来歴
1948年長崎県長崎市に生まれ、サラリーマン家庭で育つ。長崎県立長崎東高等学校に入学するが、父親の転勤のため北九州市へ引っ越し、福岡県立門司高等学校（現・福岡県立門司学園高等学校）に転入し卒業。慶應義塾大学法学部を経て、大正海上火災保険（現・三井住友海上火災保険）に入社した。

## 略歴
- 1948年11月 - 長崎県生まれ
- 1972年03月 - 慶應義塾大学法学部卒業
- 1972年04月 - 大正海上火災保険株式会社入社[2]
- 2001年10月 - 三井住友海上火災保険株式会社執行役員[2]
- 2003年06月 - 同社常務執行役員[2]
- 2006年04月 - 同社共同最高経営責任者[2]
- 2006年06月 - 同社取締役社長共同最高経営責任者[2]
- 2006年09月 - 同社取締役社長執行役員[2]
- 2008年04月 - MS&ADインシュアランスグループホールディングス取締役社長[2]
- 2010年04月 - 三井住友海上火災保険株式会社取締役会長執行役員[2]
- 2014年06月 - MS&ADインシュアランスグループホールディングス代表取締役執行役員[2]
- 2016年04月 - 三井住友海上火災保険株式会社取締役[2]
- 2021年11月 - 旭日重光章を受章[3][4]。